# Casale (architettura)
Un casale è (o era in origine) un gruppo di poche case rurali, in aperta campagna, senza mura a difesa e privo di autonomia amministrativa. Sovente però (soprattutto nel caso dei casali pugliesi) le dimensioni raggiunte nel corso del tempo potevano essere anche ragguardevoli, tanto che svariati moderni comuni hanno tratto origine da antichi casali.

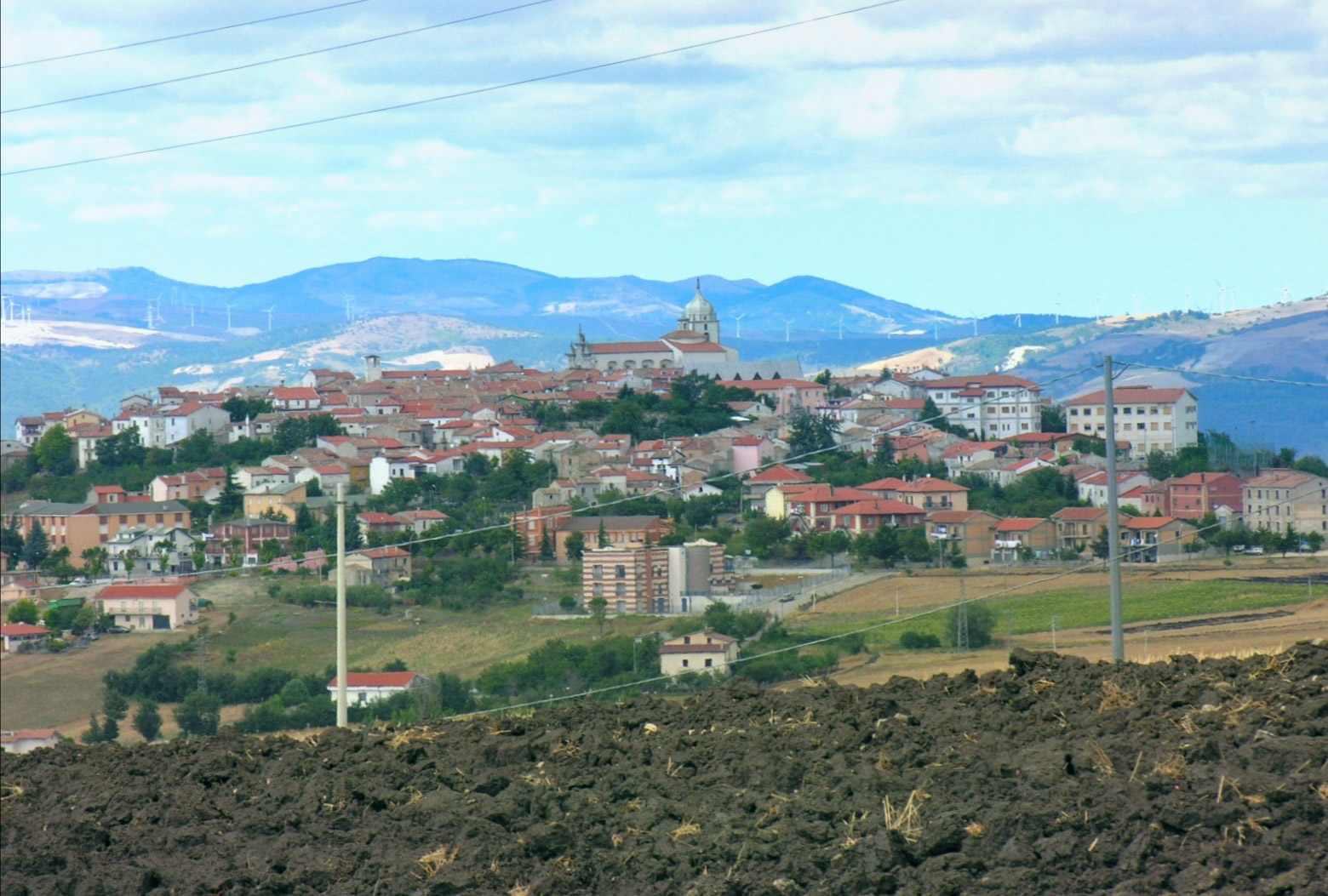
Monteleone di Puglia, già casale di Ariano durante tutto il basso medioevo, costituisce comune a sé fin dal XVI secolo

## Differenza tra cascina, casale, casolare, casino

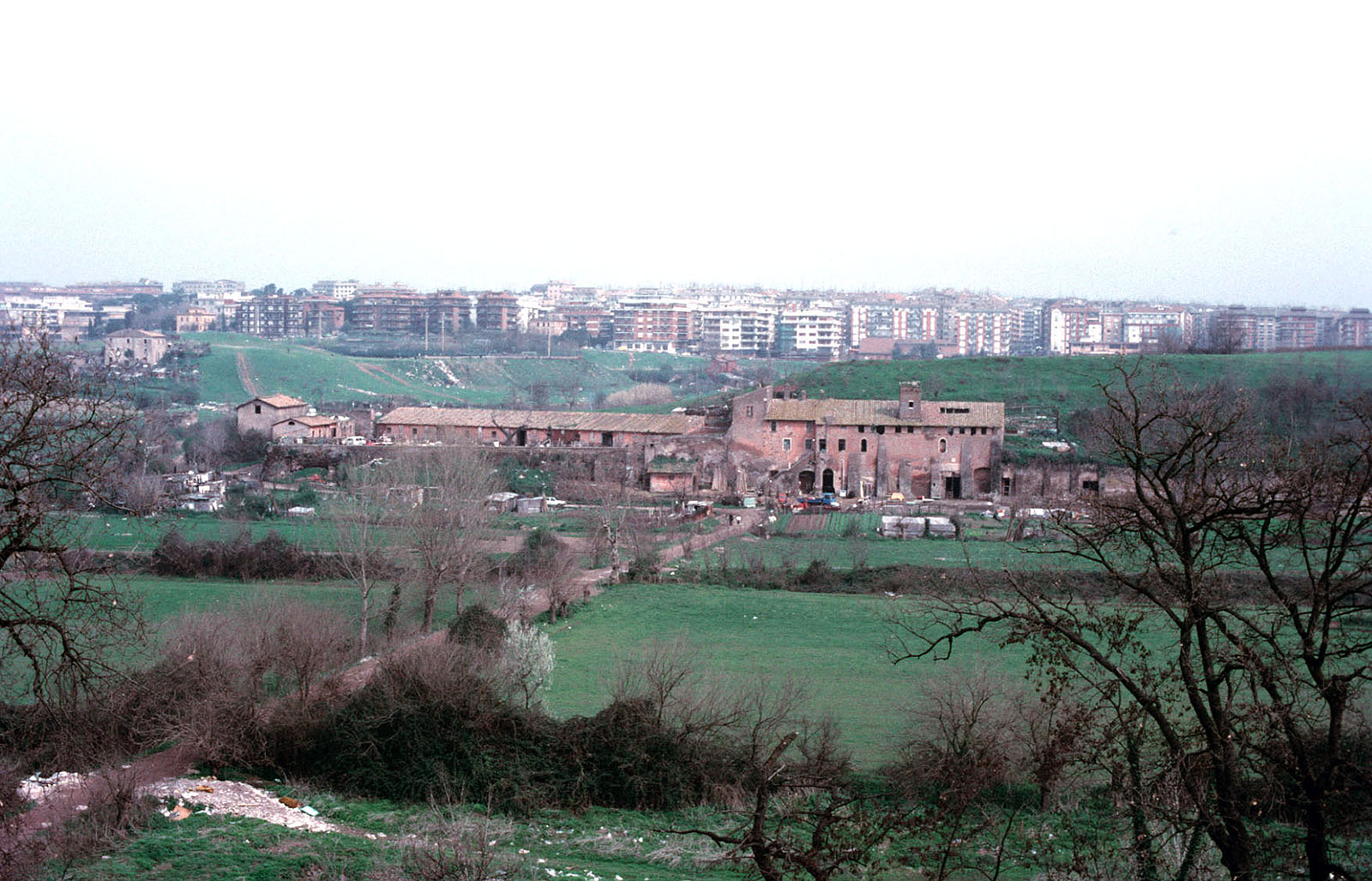
Casale La Vaccareccia Roma Caffarella risalente al 1547

Mentre la cascina, struttura a corte definita nel Dizionario di architettura Hoepli di Giacomo Ravazzini come "stalla in prateria per allevamento delle mucche, con fabbricato annesso per fare burro e formaggio", il casale è un insieme di edifici rustici isolato nella campagna, dunque dedito ai soli fini residenziali. Il termine è tuttavia attestato, nel Dizionario Etimologico Cortelazzo-Zolli anche con il significato di "casa di campagna", il che lo rende affine al "casolare", dimora rustica sempre secondo l'autorevole dizionario, e al termine "casino" (in uso per "casa di campagna" fin dal XVII secolo, come riferisce la Garzantina Architettura).

## I casali pugliesi e meridionali in genere
In Puglia, ma anche in altre regioni dell'Italia meridionale, per casale, dal medioevo fino a tutto il XX secolo, si intendeva (nei documenti storici e nella tradizione popolare) un agglomerato abitativo di una certa consistenza (50-100 "fuochi"), caratterizzato da un'economia mista, agricolo, pastorale, artigianale e commerciale, con qualche minimo servizio collettivo, quasi sempre una chiesa. Il casale è, nella maggior parte dei casi, privo di mura o fortificazioni, spesso però è dotato di una torre di avvistamento. Il casale è inoltre retto da un'università o da un capitano.
Molti antichi casali furono però distrutti per eventi bellici tra l'inizio dell'XI secolo e la fine del XII secolo.I casali sopravvissuti si sono evoluti, tra il XV e il XVIII secolo, in centri urbani (definiti terre nei documenti del XVIII secolo) dalla metà del XIX secolo, sono rinati sotto forma di contrade (aggregati di abitazioni sparse costituiti da residenze agricole e da seconde case e ville).